# Wilhelm Becker (Politiker, 1883)
Wilhelm Becker (* 13. Oktober 1883 in Altensteig; † 18. Februar 1956) war ein deutscher Unternehmer und Schmuckfabrikant. Nach dem Zusammenbruch des NS-Staats 1945 war er kurzzeitig Oberbürgermeister der Stadt Pforzheim.

## Leben

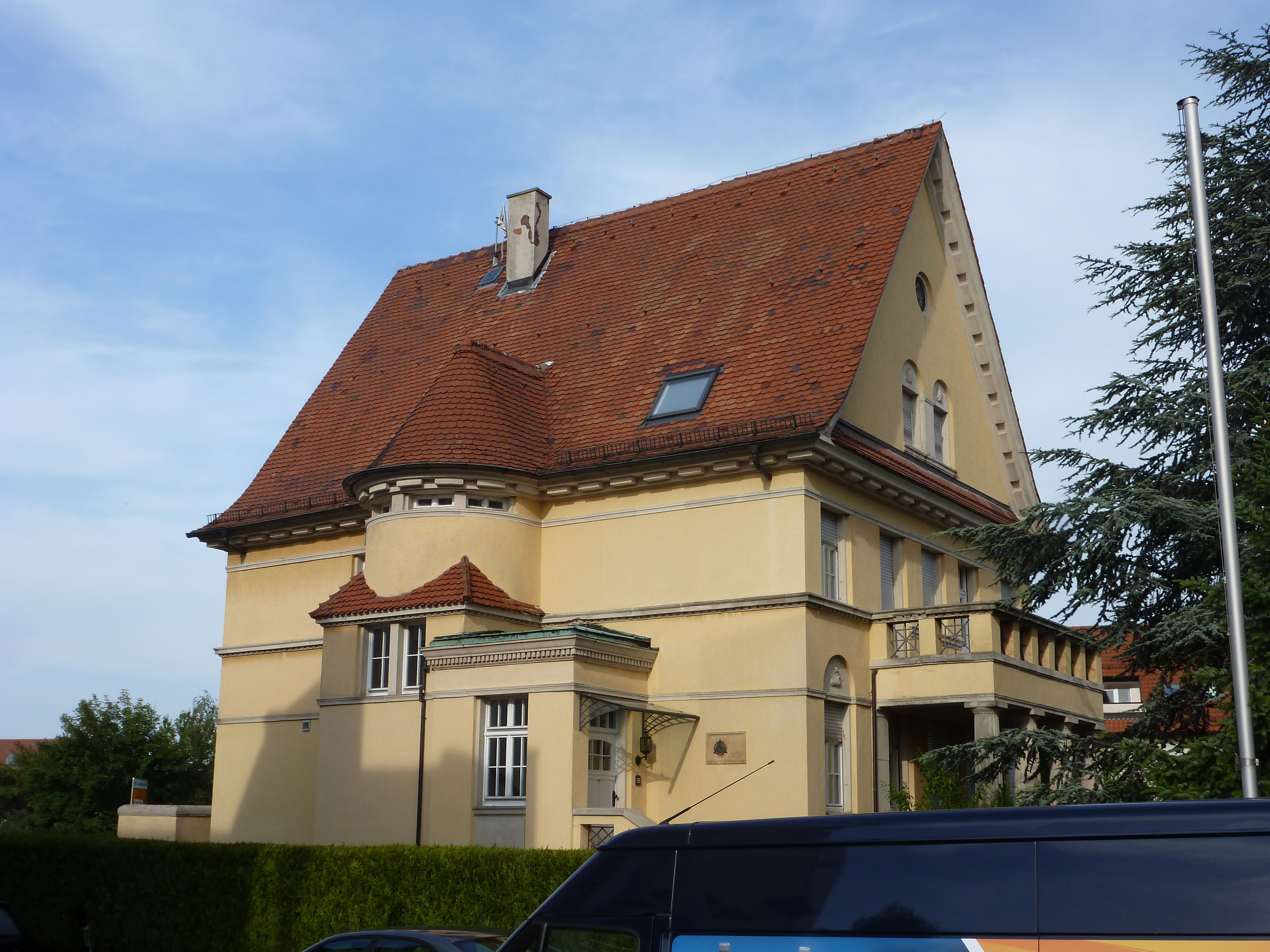
Die Villa Becker in Pforzheim war das Wohnhaus von Wilhelm Becker

Wilhelm Becker wurde als Sohn eines Sattler- und Tapezierermeisters in Altensteig geboren und besuchte dort die Lateinschule. Nach einer kaufmännischen Lehre bei der Pforzheimer Firma Ferd. Wagner und einer Tätigkeit in einer Nähmaschinenfabrik in Karlsruhe suchte er sein weiteres berufliches Fortkommen in Spanien, wo er die Landessprache bald fließend beherrschte. Weitere Reisen führten ihn nach Antwerpen, in die Schweiz, nach Frankreich, auf den Balkan sowie nach Palästina und Ägypten.
Schon vor dem Ersten Weltkrieg eröffnete er einen eigenen Betrieb und knüpfte in Kanada und New York Geschäftsverbindungen, belieferte daneben aber auch den deutschen Markt. Seine Firma entwickelte sich zu einem namhaften Betrieb der Branche. 1914 heiratete er eine Tochter des Bankdirektors Groß. Er vermochte sein Geschäft über Krieg und Inflation durchzuhalten und konnte 1923 im sogenannten Devisenviertel (beim heutigen Finanzamt Pforzheim) ein eigenes Fabrikgebäude erstellen, wo er Similischmuck, Uhransatzbänder und später auch Uhrgehäuse herstellte. Nach dem Tod seiner ersten Frau heiratete er 1939 zum zweiten Mal. Beim Luftangriff auf Pforzheim am 23. Februar 1945 wurde sein Fabrikgebäude völlig zerstört.
Als nach dem Zusammenbruch die Truppen des Generals Jean de Lattre de Tassigny am 8. April 1945 in der Pforzheimer Nordstadt einmarschierten, wollte zunächst niemand den von den Franzosen geforderten Posten eines Bürgermeisters übernehmen. Auf Drängen vieler Mitbürger gab Wilhelm Becker dem Verlangen des damaligen französischen Kommandanten Pelletier nach und übernahm am 12. April 1945 die Aufgabe, eine Stadtverwaltung aufzubauen. Gestützt auf seine Auslandserfahrungen und Sprachkenntnisse bemühte er sich, die Ansprüche der Franzosen auf ein erträgliches Maß zu reduzieren und der Bevölkerung das Notwendigste zum Leben zu verschaffen.
In der völlig zerstörten Stadt fehlte es an allem. Entlang der Enz verlief zunächst noch die Frontlinie. Für die aufzustellende Stadtverwaltung war nichts vorhanden; keine Räume, keine Schreibmaschine, kein Büromaterial. Wilhelm Becker stellte sein Wohnhaus auf der Wilferdinger Höhe, die sogenannte Villa Becker, zur Verfügung und richtete es als provisorisches Rathaus ein. In kurzer Frist schaffte er es, die geforderte Hilfspolizei aufzustellen. Unzählig waren die Gesuche und Beschwerden der Bürgerschaft und sehr energisch waren die Anforderungen der Besatzungstruppe.
Als kurze Zeit nach dem Einmarsch der französischen Truppen in Pforzheim an Ostern 1945 die Gräber erschossener französischer Zwangsarbeiter im Hagenschieß entdeckt wurden, sollten dafür Pforzheimer Geiseln mit dem Leben büßen. Wilhelm Becker setzte sich selbst an die Spitze der Geisel-Liste und ersuchte die Franzosen, ihn zu erschießen, die übrigen Geiseln aber leben zu lassen. So gelang es ihm, Repressalien zu verhindern und das Misstrauen der Besatzungstruppen so weit zu zerstreuen, dass sie sich mit einem offiziellen Ehrenbegräbnis in Gegenwart der Einwohnerschaft zufriedengaben.
Nachdem im Juni 1945 die Amerikaner in Pforzheim eingerückt waren, übergab Wilhelm Becker sein Amt am 23. Juli 1945 an den von der neuen Besatzungstruppe eingesetzten Oberbürgermeister Friedrich Adolf Katz und widmete sich dem Wiederaufbau seiner Fabrik.
Ihm zu Ehren wurde die Wilhelm-Becker-Straße im Pforzheimer Gewerbegebiet Wilferdinger Höhe nach ihm benannt.